# Sven Schützer-Branzén

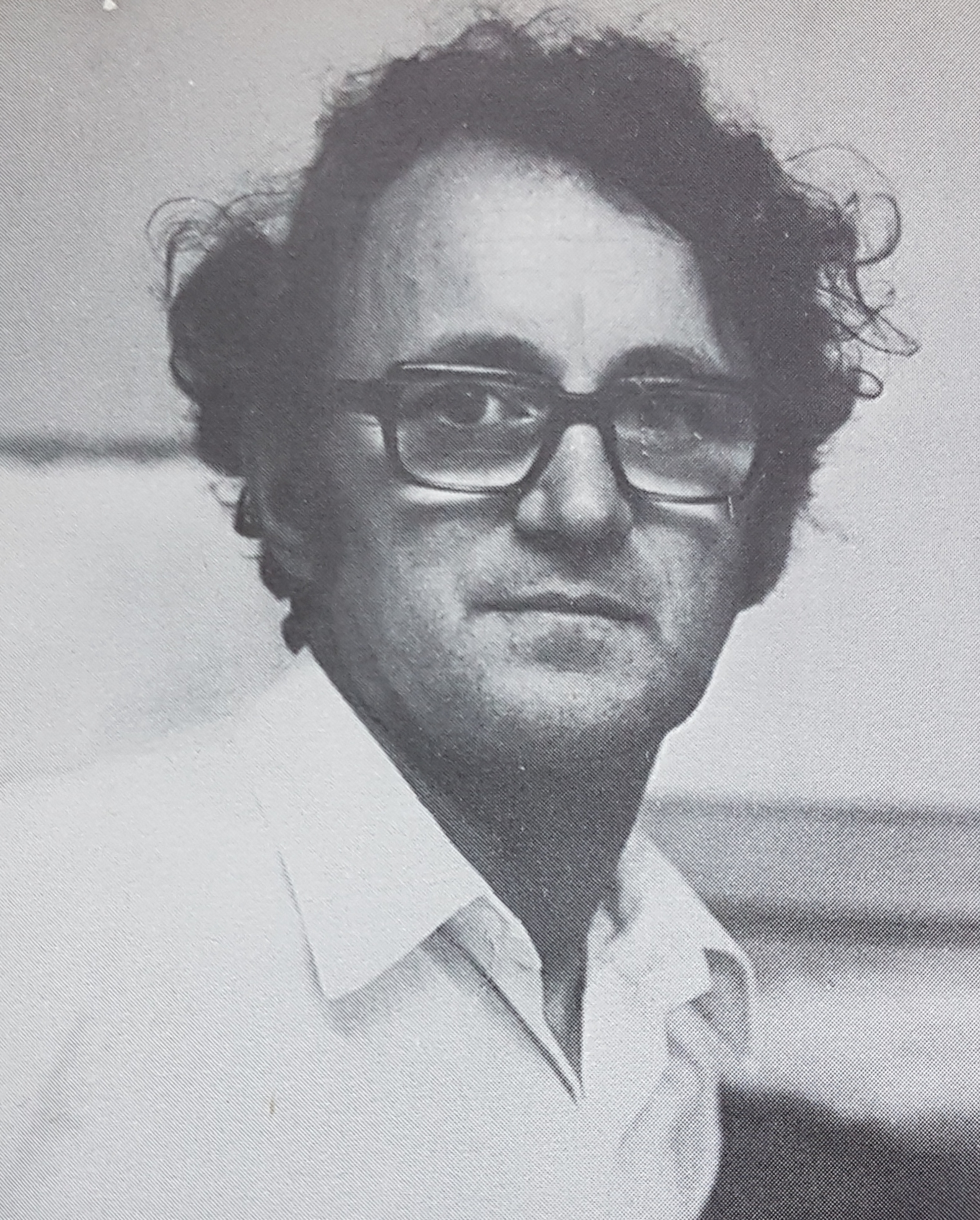
Sven Schützer-Branzén

Sven Valdor Schützer-Branzén född 5 december 1925 i Borgvik, Grums, död 24 januari 2006 i Krokbäcken, Gräsmark, Sunne, var en svensk målare, tecknare och grafiker.
Sven Schützer-Branzén blev tidigt moderlös och hamnade hos köpmannafamiljen Branzén i Sunne som fosterson. 
Han utbildade sig till yrkesmålare och arbetade en tid som reklamtecknare. I slutet på 1950-talet träffade han konstnären Erling Ärlingsson som kom att bli hans lärare 1958-1960. Han studerade en kortare tid i Paris vid Académie de la Grande Chaumière 1977. Han ställde ut separat på bland annat Nutida Konst i Uppsala 1968, Galerie Æsthetica Stockholm 1975, Mariestads Museum 1977, Heidelberg, Mannheim, Frankfurt 1979-1980, Danmark 1986, Harald Kihlemuseet Horten Norge 1989 samt en retrospektiv utställning i Sundsbergshallen Sunne 2000. Han har medverkat i Värmlands konstförening, Norra Värmlands och Nedre Fryksdals konstförenings samlingsutställningar samt i Nordiska Salongen Paris 1982 och Öppna Landskap på Rottneros 1987.
Hans konst består av landskapsbilder med motiv från Provence och Värmland i olja samt stilleben och figurmåleri i akryl och akvarell. 
Bland hans offentliga arbeten märks väggmålningar i Röjdåfors kraftverk 1965, väggmålningar i Fryxellska skolan Sunne 1970 samt väggmålningar i nya förvaltningshuset i Sunne 1978 samt ett porträtt av Selma Lagerlöf. Han tilldelades Sunne Kommun Kulturstipendium 1968.
Schützer-Branzén är representerad på Värmlands museum, Statens samlingar, Folkets Hus-föreningars Förbund, i ett flertal kommuner och landsting, City Hall Kingsburg Kalifornien, Siilinjärvi Finland och i Våra Gårdars samlingar.
Nedre Fryksdals Konstförening visade i oktober 2011 en minnesutställning över Sven Schützer-Branzén, en av föreningens grundare.